# 萬科維奇
49°38′16″N 23°18′3″E / 49.63778°N 23.30083°E
萬科維奇（烏克蘭語：Ваньковичі），是烏克蘭西部的村莊，隸屬利維夫州的桑比爾區。該村始建於1735年，面積6.87平方公里，海拔高度279米，2001年人口345，人口密度每平方公里50.22人。